# Epitoxus irregularis
Epitoxus irregularis är en skalbaggsart som beskrevs av Yélamos 1996. Epitoxus irregularis ingår i släktet Epitoxus och familjen stumpbaggar. Inga underarter finns listade i Catalogue of Life.